# San Baltazar Guelavía
San Baltazar Guelavía o San Baltazar Guelavila es una localidad del estado mexicano de Oaxaca. Es parte del municipio de San Dionisio Ocotepec.

## Demografía
| Censo | Población |
| ----- | --------- |
| 1900  | 785       |
| 1910  | 863       |
| 1921  | 531       |
| 1930  | 823       |
| 1940  | 830       |
| 1950  | 1 021     |
| 1960  | 1 080     |
| 1970  | 1 304     |
| 1980  | 2 480     |
| 1990  | 2 877     |
| 1995  | 3 025     |
| 2000  | 3 125     |
| 2005  | 3 130     |
| 2010  | 3 385     |
| 2020  | 3 897     |